# Войновка (Александрийский район)
Во́йновка (укр. Войнівка) — село в Приютовской поселковой общине Александрийского района Кировоградской области Украины.
Население по переписи 2001 года составляло 2171 человек. Телефонный код — 5235. Код КОАТУУ — 3520381801.